# Das Schloss der goldenen Sonne
Das Schloss der goldenen Sonne ist ein Märchen. Es steht in Ulrich Jahns Volksmärchen aus Pommern und Rügen an Stelle 57.

## Inhalt
Drei Bauernsöhne werden Soldaten, aber langweilen sich, laufen weg und kommen in einen Wald. Eine Hexe gibt ihnen Suppe und fordert dann, dass sie mit ihr schlafen. Nur der Jüngste weigert sich. Sie sollen Wild schießen. Der Jüngste aber sieht nur eine weiße Hirschkuh, die er nicht treffen kann. Die Hexe droht ihm mit dem Tod, wenn er den dritten Tag wieder nichts trifft. Die Hirschkuh ist aber eine verzauberte Prinzessin. Sie weist ihn an, die Hexe zu erschießen, den Kopf wegzuwerfen, das Herz zu zerstören und drei Geldstücke mitzunehmen. Damit zahlt er einem Riesen das Fährgeld über einen Fluss. Der Riese sieht das Geld und läuft, die Hexe wiederzubeleben, doch ihr Kopf und Herz sind verloren. Der Junge erreicht das Schloss der goldenen Sonne mit seiner Braut. Als er seine Eltern besuchen will, ruft sie ihm ihren unterirdischen Bruder zum Geleit. Der haut alle Räuber tot, die sie nachts in den Herbergen angreifen. Seine Brüder lässt der Junge schonen, da erst erkennen sie ihn. Er muss noch den Schwager köpfen, da ist auch er ein erlöster Prinz.

## Herkunft
Jahn gibt an: „Mündlich aus Züllchow, Kreis Randow.“ Er liefert zu Nr. 54–57 noch zwei Varianten, siehe Die Maränen. Die Hirschkuh gibt es auch in Nr. 55 Die Königin von Tiefenthal. Vgl. zum Beilager mit der Hexe schon Musäus’ Märchen Rolands Knappen. Die Geldstücke sind „Finanzgroschen“, die nur sie hat. Erlösung durch Köpfen ist in Märchen gängig, siehe Nr. 13 Hans Wunderlich.